# Городской стадион (Острава)
Городской стадион (чеш. Městský stadion), другое название Городской стадион в Остраве-Витковице (чеш. Městský stadion v Ostravě-Vítkovicích) — футбольный и легкоатлетический стадион в Остраве, домашняя арена клубов «Баник» (Первая лига) «Витковице» (Вторая лига).
Стадион был открыт в 1938 году, принадлежит городу Остраве. Сам спортивный комплекс включает в себя дополнительное футбольное поле с искусственным покрытием, легкоатлетические беговые дорожки, секторы для метания, тренажёрный зал. В сентябре 2012 года на стадионе началась масштабная реконструкция. На восточной, северной и южной стороне были построены новые трибуны, которые вместе с главной трибуной образовали овальное кольцо. Главная трибуна была сохранена, но также была подвергнута обширной модернизации. Были заменены кресла, аудиосистема, построен новый пресс-центр, здание которого расположено между южной и главной трибунами.
По окончании сезона 2013/14 на этот стадион переехал клуб «Баник», до этого игравший на стадионе «Базалы».